# Commodore 16
A Commodore 16 (más néven: C16) a Commodore International által gyártott MOS 6502-kompatibilis MOS 7501, illetve MOS 8501 CPU-val készült belépőszintű 8 bites mikroszámítógép, amit 1984-ben a Commodore VIC-20 leváltására szántak. Költségcsökkentett változatát kizárólag Európában Commodore 116 néven értékesítették.
A gép elsődleges hardvertervezője Bil Herd volt, aki az azonos termékcsaládba tartozó Commodore Plus/4-en is dolgozott, mely utóbbi a C16 magasabb osztályú változata, több memóriával, user porttal és beépített irodai programokkal, de lényegileg nagyon hasonló számítógép.
A C16 az Amerikai Egyesült Államok piacán lényegében kudarc, míg Mexikóban és a keleti blokk országaiban, különösen pedig Magyarországon részleges siker volt, ahol iskolaszámítógépnek használták.

## Története
A C16 elsődleges rendeltetése az volt, hogy felvegye az árharcot a 100 dollár alatti rivális számítógépekkel, főként a Timex, a Mattel, és a Texas Instruments típusaival. A Timex és a Mattel gépei már olcsóbbak voltak, mint a VIC-20-as, utóbbi előnye volt viszont a jobb bővíthetőség, a teljes értékű billentyűzet, és a több memória. A Texas Instruments TI-99/4A számítógépe árban valahol a VIC-20 és a C64 között volt, ahogy képességek terén is nagyjából ott, viszont az ára folyamatosan csökkent. A C16 így inkább ehhez a géphez állt közelebb, mint a korosodó VIC-20-ashoz.
Jack Tramiel, a Commodore vezérigazgatója attól félt, hogy a japán gyártók is beszállnak a komputerpiacra, és mindenki alá ígérnek az áraikkal. Erre végül nem került sor, ehelyett a játékkonzolok piacát tarolták le a japánok. A C16 megjelenésének idejére pedig a Timex, a Mattel, és a Texas Instruments is befejezte a számítógépgyártást.

## Tulajdonságai
Kívülről a gép a VIC-20-asra és a C64-re emlékeztet, azzal a különbséggel, hogy más színeket használ: háza sötétszürke vagy sötétbarna, gombjai pedig világosak. A billentyűzet a Commodore korábbi gépeitől másban is különbözik: helyet kapott rajta egy Escape gomb, és a két kurzor gomb helyett négy nyílbillentyű is. Processzora kétszer olyan gyors volt, mint a C64 vagy a VIC-20 esetében, a memóriafelhasználás is optimálisabb volt, azonkívül a BASIC interpreter is sokkal gördülékenyebben működött. Ugyan olcsóbb volt, mint a széria zászlóshajójának számító Plus/4, de billentyűzete kényelmesebben kezelhető volt azénál.
Amiben jelentősen különbözött, az az, hogy a hang, a kép, és a perifériák kezelése egyetlen chipre, a 2 MHz-es TED chipre hárult. Memória terén, a nevéből is adódóan, 16 KiB RAM-mal rendelkezett, amiből 12-t használhatott a beépített BASIC. Grafikai téren a gép 121 színt tudott megjeleníteni (15 szín + 7 árnyalatuk + fekete), viszont hiányzott a hardveres sprite-ok megjelenítésének képessége. Hangok terén is kevesebbet tudott, mint a C64-es SID chipje.
Három fontos hiányossága is volt felhasználói szempontból a gépnek: nem volt se user port, se VIC-20/C64 kompatibilis Datasette port, se game port. Kimondottan a géphez készült ugyan az 1531-es Datasette egység, és joystickek is, de másféle csatlakozóval (amihez aztán utóbb C64 átalakító is készült). Elvileg ennek a célja a zsúfoltság megszüntetése volt a gép oldalán. A C16-os soros portja kompatibilis volt a korábbi eszközökkel, így akár modemet is lehetett rákötni. A user port költségcsökkentési okokból maradt ki, bár az alaplapon a helye megvan.
A számítógép a cartridge porton keresztül (amely memóriabővítő port is egyben) utángyártott memóriabővítőkkel egészen 64 KB-ig bővíthető, így a gép gyakorlatilag egy Plus/4-essel lesz egyenértékű, mivel az irodai szoftvercsomagot leszámítva teljesen megegyezik vele.
A tervezés korai fázisában a Commodore egyrétegű nyomtatott áramkört tervezett, szintén a költségek csökkentése miatt, mely végül is technikai okokból nem vált be, és mindössze egyetlen ilyen példány maradt fenn.

### Commodore 116

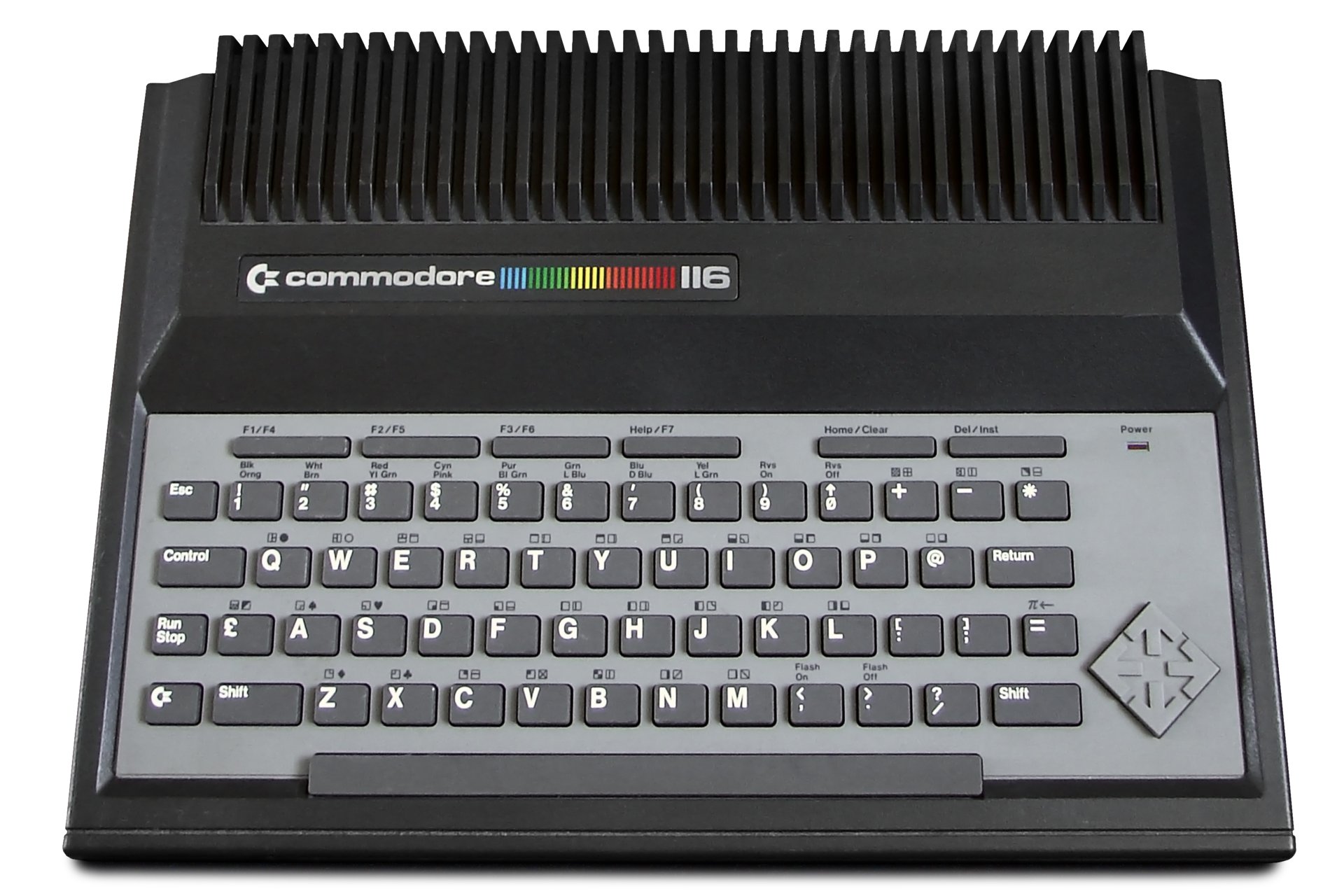
A Commodore 116-os

Ez a gép lényegében megegyezett a Commodore 16-ossal, egyetlen fontos különbséget leszámítva: kisebb házba került, és egymástól elkülönülő gombokból álló gumibillentyűzetet kapott. Kizárólag Európában forgalmazták, kb. 50 ezer példányban, és ezek java része Németországban talált gazdára. A hardvertervező Bill Herd szerint ez a változat állt a legközelebb Tramiel eredeti elképzeléshez az olcsó gépről, 50 és 70 dollár közötti áron forgalmazták. A C16 és a Plus/4 egy kicsivel később érkeztek, kivitelezésükben pedig szerepet játszott az a tény, hogy Tramiel távozása után a cég nem igazán tudta, milyen úton haladjon tovább.

## Fogadtatása
Az amerikai piacokon a C16 teljes kudarc volt, és egy éven belül be is fejezték a forgalmazását. Európában azonban nagy siker lett, amellett Mexikóban is, és a géphez készült szoftverek 90 százaléka is Európában készült.
A gép bukásának oka a szoftverellátottság csekélysége volt, ugyanis a C64-gyel ellentétben kevés program jelent meg rá, és miután a fő riválisok kivonultak a piacról, a Commodore-nak se kellett annyira a C16-os. Összesen körülbelül 600 ezer készült belőle, ebből 50 ezer C116-os volt.
1986-tól kezdve a megmaradt gépeket dömpingáron exportálták a keleti blokk országaiba, főként Magyarországra. Ebben az időben zajlott a második iskolaszámítógép-program, nyugati eredete és megfizethető ára tette igazán népszerűvé. Elterjedtségének köszönhetően nagy rajongói bázisa alakult, ami az 1990-es évek közepéig kitartott, és ez a közösség számos C64-programot átportolt a gépre.
Mexikóban 1985 és 1992 között árusította az Aurrerá áruházlánc, Sigma-Commodore 16 néven. A billentyűzete teljesen ugyanaz volt, mint az amerikai változaté. Az Aurrerá szoftvereket, könyveket, eszközöket is forgalmazott, sőt azt is megengedte, hogy a gépet a boltokban kipróbálhassák. 1985 és 1989 között éves programozói versenyt is hirdettek.

## Fordítás
- Ez a szócikk részben vagy egészben  a   Commodore 16 című angol Wikipédia-szócikk fordításán alapul.  Az eredeti cikk szerkesztőit annak laptörténete sorolja fel. Ez a jelzés csupán a megfogalmazás eredetét és a szerzői jogokat jelzi, nem szolgál a cikkben szereplő információk forrásmegjelöléseként.